# 茨韦特尔县

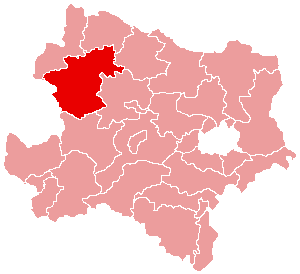
茨韦特尔县在下奥地利州的位置

茨韦特尔县（德語：Bezirk Zwettl）是奥地利下奥地利州所辖的一个县。总面积1399.8平方公里，总人口45635，人口密度33人/平方公里（2001年）。行政中心位于茨韦特尔。

## 行政区域
茨韦特尔县辖有24个市镇。